# Бласкомільян
Бласкомільян (ісп. Blascomillán) — муніципалітет в Іспанії, у складі автономної спільноти Кастилія-і-Леон, у провінції Авіла. Населення — 223 особи (2010).
Муніципалітет розташований на відстані близько 120 км на захід від Мадрида, 36 км на північний захід від Авіли.
На території муніципалітету розташовані такі населені пункти: (дані про населення за 2010 рік)
- Берсімуельє: 4 особи
- Бласкомільян: 182 особи
- Ель-Конвенто-де-Дуруело: 37 осіб

## Демографія
Динаміка населення (INE ):